# Буллок (округ, Джорджія)
Шаблон:StateAbbr_ 32°23′ пн. ш. 81°44′ зх. д. / 32.39° пн. ш. 81.74° зх. д.
Округ Буллок (англ. Bulloch County) — округ (графство) у штаті Джорджія, США. Ідентифікатор округу 13031.

## Історія
Округ утворений 1796 року.

## Демографія
За даними перепису
2000 року
загальне населення округу становило 55983 осіб, зокрема міського населення було 26605, а сільського — 29378.
Серед мешканців округу чоловіків було 27255, а жінок — 28728. В окрузі було 20743 домогосподарства, 12341 родин, які мешкали в 22742 будинках.
Середній розмір родини становив 3,08.
Віковий розподіл населення поданий у таблиці:
| Стать    | До 15 років | 15-21 | 22-29 | 30-39 | 40-49 | 50-65 | 65-85 | Понад 85 |
| -------- | ----------- | ----- | ----- | ----- | ----- | ----- | ----- | -------- |
| Чоловіки | 5264        | 5939  | 4245  | 3257  | 3239  | 3203  | 1952  | 156      |
| Жінки    | 5090        | 6332  | 3861  | 3518  | 3405  | 3423  | 2663  | 436      |

## Суміжні округи
- Скревен — північ
- Еффінгем — схід
- Браян — південний схід
- Еванс — південний захід
- Кендлер — захід
- Емануель — північний захід
- Дженкінс — північ, північний захід

## Виноски
1. ↑  U.S. Decennial Census. United States Census Bureau. Архів оригіналу за 12 квітня 2013. Процитовано 18 червня 2014.
2. ↑  Historical Census Browser. University of Virginia Library. Архів оригіналу за 11 серпня 2012. Процитовано 18 червня 2014.
3. ↑  Population of Counties by Decennial Census: 1900 to 1990. United States Census Bureau. Архів оригіналу за 2 лютого 2019. Процитовано 18 червня 2014.
4. ↑  Census 2000 PHC-T-4. Ranking Tables for Counties: 1990 and 2000 (PDF). United States Census Bureau. Архів оригіналу (PDF) за 18 грудня 2014. Процитовано 18 червня 2014.
5. ↑  State & County QuickFacts. United States Census Bureau. Архів оригіналу за 7 липня 2011. Процитовано 18 червня 2014. [Архівовано 2011-07-03 у Wayback Machine.](англ.) Наведено за англійською вікіпедією.
6. ↑  American FactFinder. Бюро перепису населення США. Архів оригіналу за 26 лютого 2012. Процитовано 31 січня 2008. [Архівовано 2008-05-21 у Wayback Machine.]

| США | Це незавершена стаття з географії США. Ви можете допомогти проєкту, виправивши або дописавши її. |